# Долонник
Долонник (Palamocladium) — рід мохів родини Brachytheciaceae. Поширення: Європа, Африка, Північна Америка, Південна Америка, Нова Зеландія.
Види:
- Palamocladium congestum
- Palamocladium crosbyi
- Palamocladium euchloron
- †Palamocladium fossile
- Palamocladium leskeoides
- Palamocladium wilkesianum